# Чинта
Чинта (рум. Cinta) — село у повіті Муреш в Румунії. Входить до складу комуни Кречунешть.
Село розташоване на відстані 255 км на північний захід від Бухареста, 9 км на південь від Тиргу-Муреша, 80 км на південний схід від Клуж-Напоки, 121 км на північний захід від Брашова.

## Населення
За даними перепису населення 2002 року у селі проживали 373 особи.
Національний склад населення села:
| Національність | Кількість осіб | Відсоток |
| -------------- | -------------- | -------- |
| угорці         | 357            | 95,7%    |
| румуни         | 16             | 4,3%     |

Рідною мовою назвали:
| Мова      | Кількість осіб | Відсоток |
| --------- | -------------- | -------- |
| угорська  | 362            | 97,1%    |
| румунська | 11             | 2,9%     |